# Esplugues de Llobregat
Esplugues de Llobregat (en espagnol : Esplugas de Llobregat) est une ville espagnole, située dans la province de Barcelone, en Catalogne. Elle appartient à la comarque du Baix Llobregat et à l'aire métropolitaine de Barcelone.
Elle est située à moins de 10 km de Barcelone. Elle est desservie par un périphérique de la capitale régionale, ainsi que le métro et le tramway barcelonais.

## Géographie
Esplugues de Llobregat est située à 110 mètres d'altitude et voisine des communes de Barcelone et L'Hospitalet de Llobregat.
La plus grande ville à proximité d'Esplugues de Llobregat est celle de Barcelone, située à l'est de la commune, à 7,3 km.

### Communes limitrophes
| Sant Just Desvern     | Sant Just Desvern         | Barcelone                 |
| Sant Joan Despí       | Esplugues de Llobregat    | Barcelone                 |
| Cornellà de Llobregat | L'Hospitalet de Llobregat | L'Hospitalet de Llobregat |

### Transports
Esplugues de Llobregat est traversée, au nord, par l'autoroute urbaine B-23, au centre par la route nationale 340 et à l'est par le périphérique supérieur de Barcelone (B20).
La ville est desservie par la ligne 5 du métro de Barcelone, avec une station située sur la frontière avec L'Hospitalet de Llobregat : 
- Can Vidalet.

Elle est également desservie par les lignes T1, T2 et T3 du Trambaix, le réseau méridional du tramway de l'aire métropolitaine de Barcelone, avec cinq stations : 
- Ca n'Oliveres
- Can Clota
- Pont d'Esplugues
- La Sardana
- Montesa.

## Toponymie
En catalan et officiellement, la ville est baptisée Esplugues de Llobregat. Elle est appelée Esplugas de Llobregat en castillan.
Le nom Esplugues, dont la plus ancienne apparition remonte au Xe siècle, fait référence à la topographie particulièrement accidentée du territoire communal. Il proviendrait en effet du grec ancien « spelugges », qui signifie grotte ou caverne.

## Politique et administration

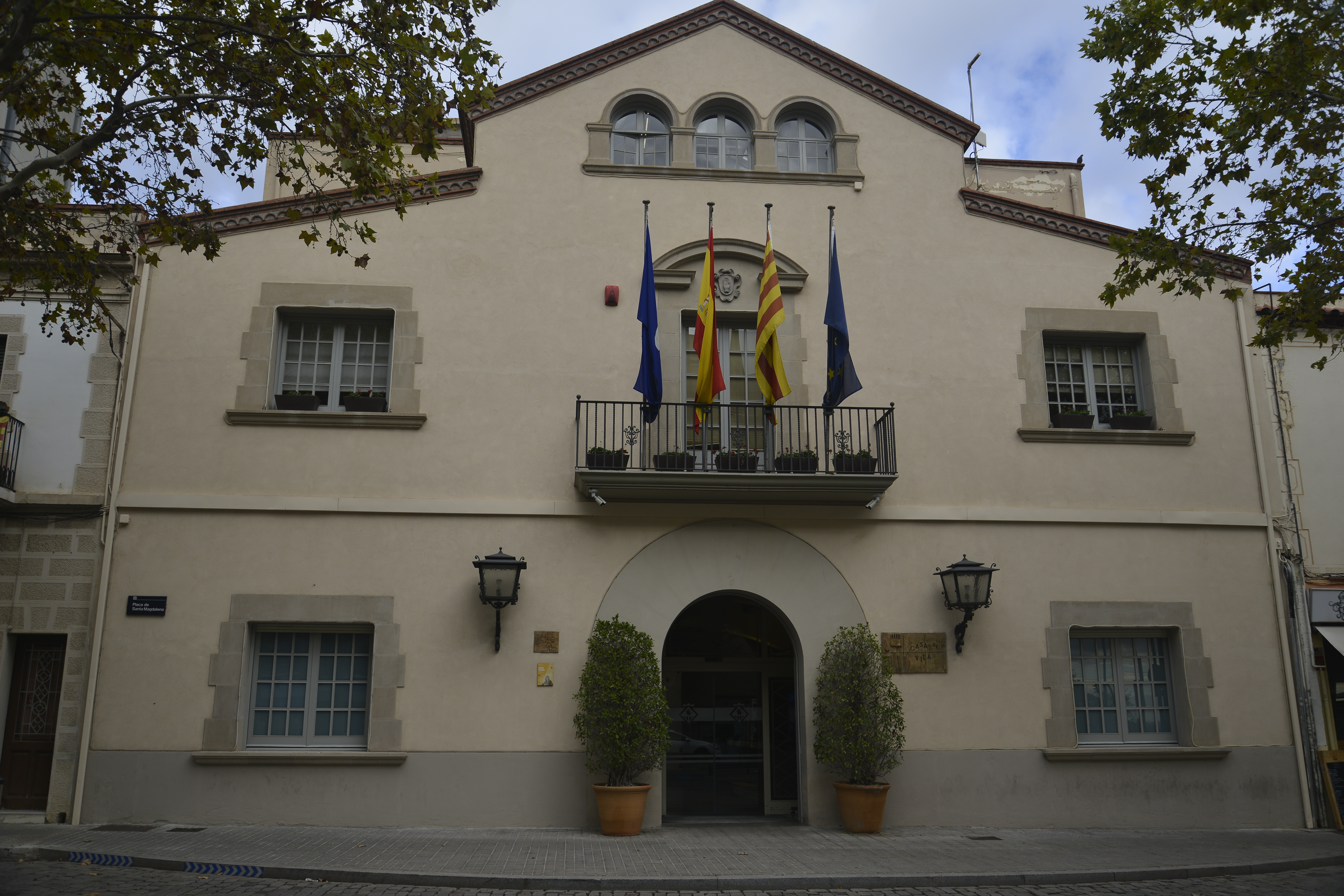
L'hôtel de ville d'Esplugues de Llobregat.

### Rattachements administratifs et électoraux
Esplugues de Llobregat appartient à la comarque du Baix Llobregat, à l'aire métropolitaine de Barcelone, à la province de Barcelone et à la communauté autonome de Catalogne.
Elle relève de la circonscription de Séville pour les élections aux Cortes Generales et au Parlement de Catalogne.
Elle dépend du district judiciaire d'Esplugues de Llobregat.

### Tendances politiques
Esplugues de Llobregat constitue un fief du Parti socialiste (PSC).
| Scrutin           | 1er | 1er | 1er     | 2e | 2e   | 2e      | 3e | 3e        | 3e      | 4e | 4e        | 4e      | 5e | 5e       | 5e      |
| ----------------- | --- | --- | ------- | -- | ---- | ------- | -- | --------- | ------- | -- | --------- | ------- | -- | -------- | ------- |
| Municipales 2011  |     | PSC | 39,41 % |    | PP   | 18,32 % |    | CiU       | 12,93 % |    | ICV-EUiA  | 12,05 % |    | ERC      | 5,02 %  |
| Générales 2011    |     | PSC | 33,43 % |    | PP   | 25,43 % |    | CiU       | 19,25 % |    | ICV-EUiA  | 9,61 %  |    | ERC      | 4,06 %  |
| Régionales 2012   |     | PSC | 22,09 % |    | CiU  | 19,20 % |    | PP        | 18,31 % |    | ICV-EUiA  | 11,85 % |    | Cs       | 10,59 % |
| Européennes 2014  |     | PSC | 22,21 % |    | PP   | 14,57 % |    | ERC       | 14,26 % |    | CiU       | 12,69 % |    | ICV-EUiA | 11,75 % |
| Municipales 2015  |     | PSC | 36,10 % |    | Cs   | 11,95 % |    | ERC       | 10,23 % |    | PP        | 9,94 %  |    | ICV-ME   | 9,77 %  |
| Régionales 2015   |     | Cs  | 23,95 % |    | JxSí | 23,66 % |    | PSC       | 19,78 % |    | CSQP      | 11,41 % |    | PP       | 11,15 % |
| Générales 2015    |     | ECP | 26,98 % |    | PSC  | 21,36 % |    | Cs        | 16,36 % |    | PP        | 14,97 % |    | ERC      | 8,67 %  |
| Générales 2016    |     | ECP | 25,76 % |    | PSC  | 22,43 % |    | PP        | 17,97 % |    | Cs        | 13,88 % |    | ERC      | 10,06 % |
| Régionales 2017   |     | Cs  | 32,56 % |    | PSC  | 20,81 % |    | ERC       | 15,59 % |    | JuntsxCat | 11,14 % |    | ECP      | 9,43 %  |
| Générales 04/2019 |     | PSC | 31,32 % |    | ECP  | 17,18 % |    | ERC       | 15,70 % |    | Cs        | 15,02 % |    | PP       | 7,22 %  |
| Municipales 2019  |     | PSC | 42,66 % |    | ERC  | 18,21 % |    | Cs        | 11,32 % |    | ECP-ECG   | 11,13 % |    | PP       | 5,75 %  |
| Européennes 2019  |     | PSC | 33,46 % |    | ERC  | 15,85 % |    | JuntsxCat | 15,22 % |    | Cs        | 11,08 % |    | UP       | 10,62 % |
| Générales 11/2019 |     | PSC | 29,27 % |    | ECP  | 16,09 % |    | ERC       | 15,53 % |    | PP        | 11,07 % |    | Cs       | 7,71 %  |
| Régionales 2021   |     | PSC | 34,43 % |    | ERC  | 15,76 % |    | Junts     | 10,08 % |    | Vox       | 9,27 %  |    | Cs       | 8,45 %  |
| Municipales 2023  |     | PSC | 43,65 % |    | ERC  | 13,36 % |    | PP        | 13,17 % |    | ECP       | 9,73 %  |    | Junts    | 6,75 %  |
| Générales 2023    |     | PSC | 41,38 % |    | PP   | 19,15 % |    | SMR-ECP   | 13,33 % |    | ERC       | 8,51 %  |    | Vox      | 7,85 %  |
| Régionales 2024   |     | PSC | 38,11 % |    | PP   | 16,58 % |    | Junts     | 11,44 % |    | ERC       | 10,76 % |    | Vox      | 8,81 %  |
| Européennes 2024  |     | PSC | 38,72 % |    | PP   | 20,28 % |    | ERC       | 9,66 %  |    | Junts     | 8,86 %  |    | Vox      | 6,57 %  |

### Liste des maires
| Mandat    | Maire | Maire                                         | Parti |
| --------- | ----- | --------------------------------------------- | ----- |
| 1979-1983 |       | Antoni Pérez (ca)                             | PSC   |
| 1983-1987 |       | Antoni Pérez (ca)                             | PSC   |
| 1987-1991 |       | Antoni Pérez (ca) Lorenzo Palacín (ca) (1988) | PSC   |
| 1991-1995 |       | Lorenzo Palacín (ca)                          | PSC   |
| 1995-1999 |       | Lorenzo Palacín (ca)                          | PSC   |
| 1999-2003 |       | Lorenzo Palacín (ca)                          | PSC   |
| 2003-2007 |       | Lorenzo Palacín (ca) Pilar Díaz (ca) (2006)   | PSC   |
| 2007-2011 |       | Pilar Díaz (ca)                               | PSC   |
| 2011-2015 |       | Pilar Díaz (ca)                               | PSC   |
| 2015-2019 |       | Pilar Díaz (ca)                               | PSC   |
| 2019-2023 |       | Pilar Díaz (ca)                               | PSC   |
| 2023-2027 |       | Pilar Díaz (ca)                               | PSC   |

## Lieux et monuments

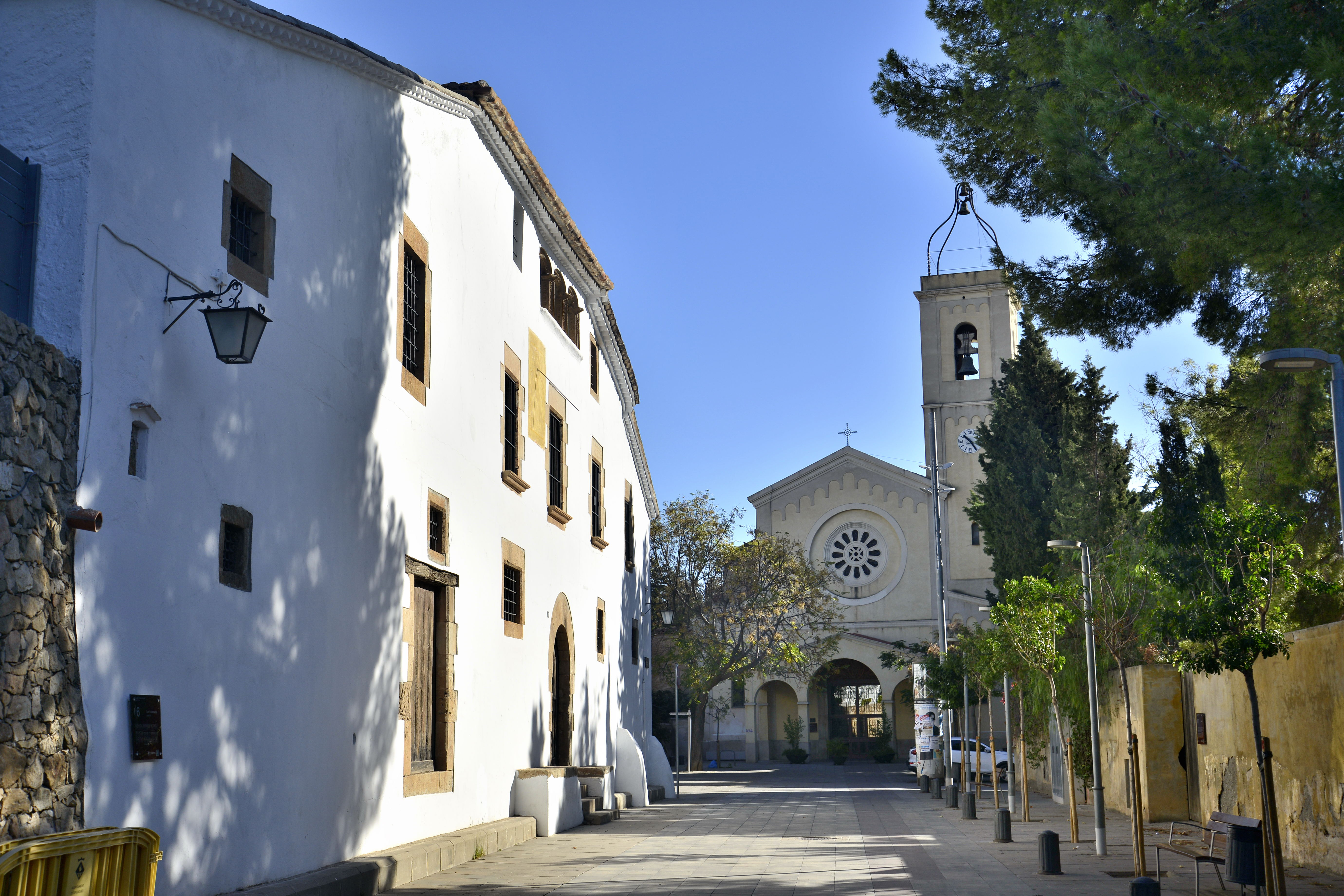
Can Cortarda, l'ancienne demeure du baron de Maldà.
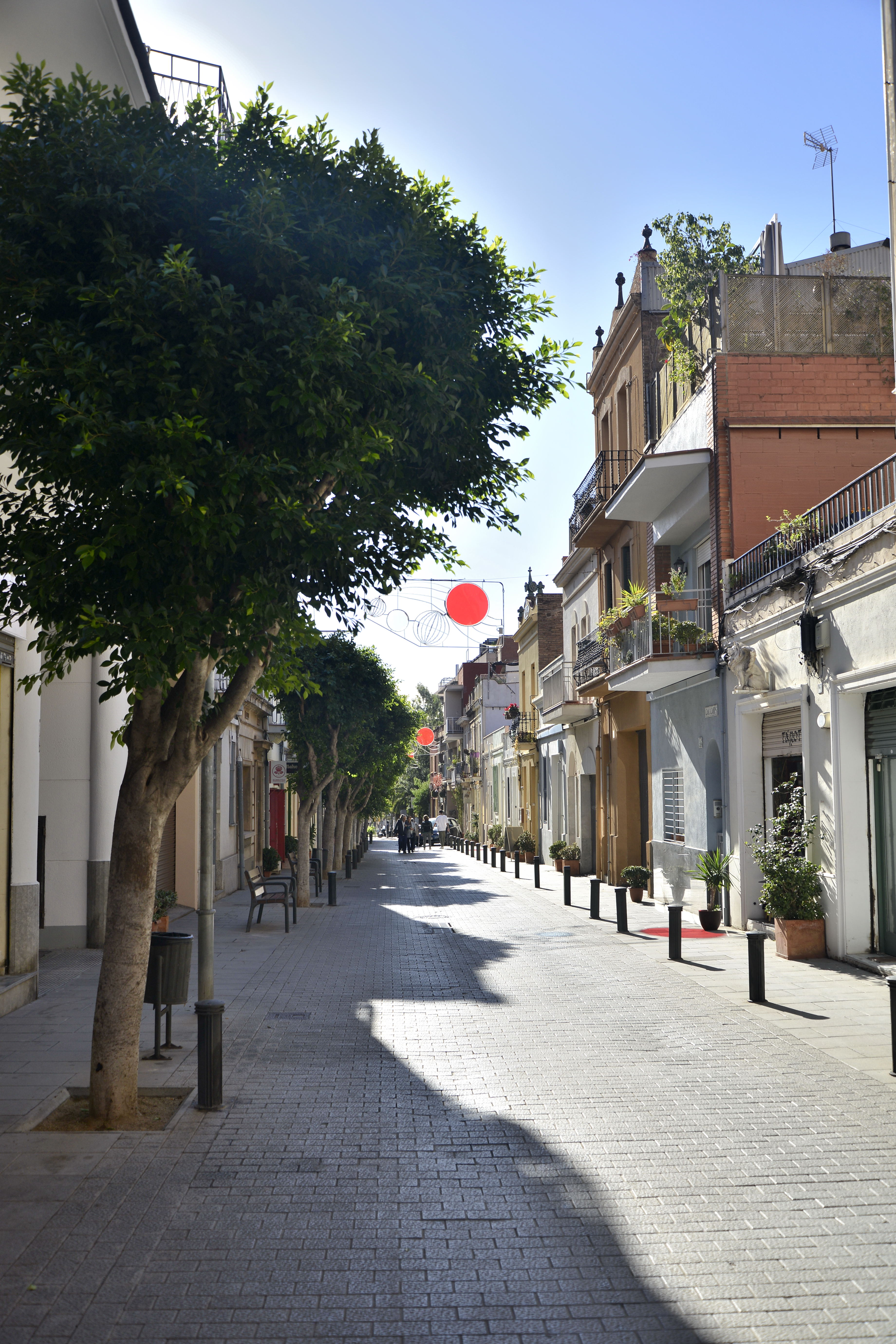
La rue Mossèn Jacint Verdaguer.
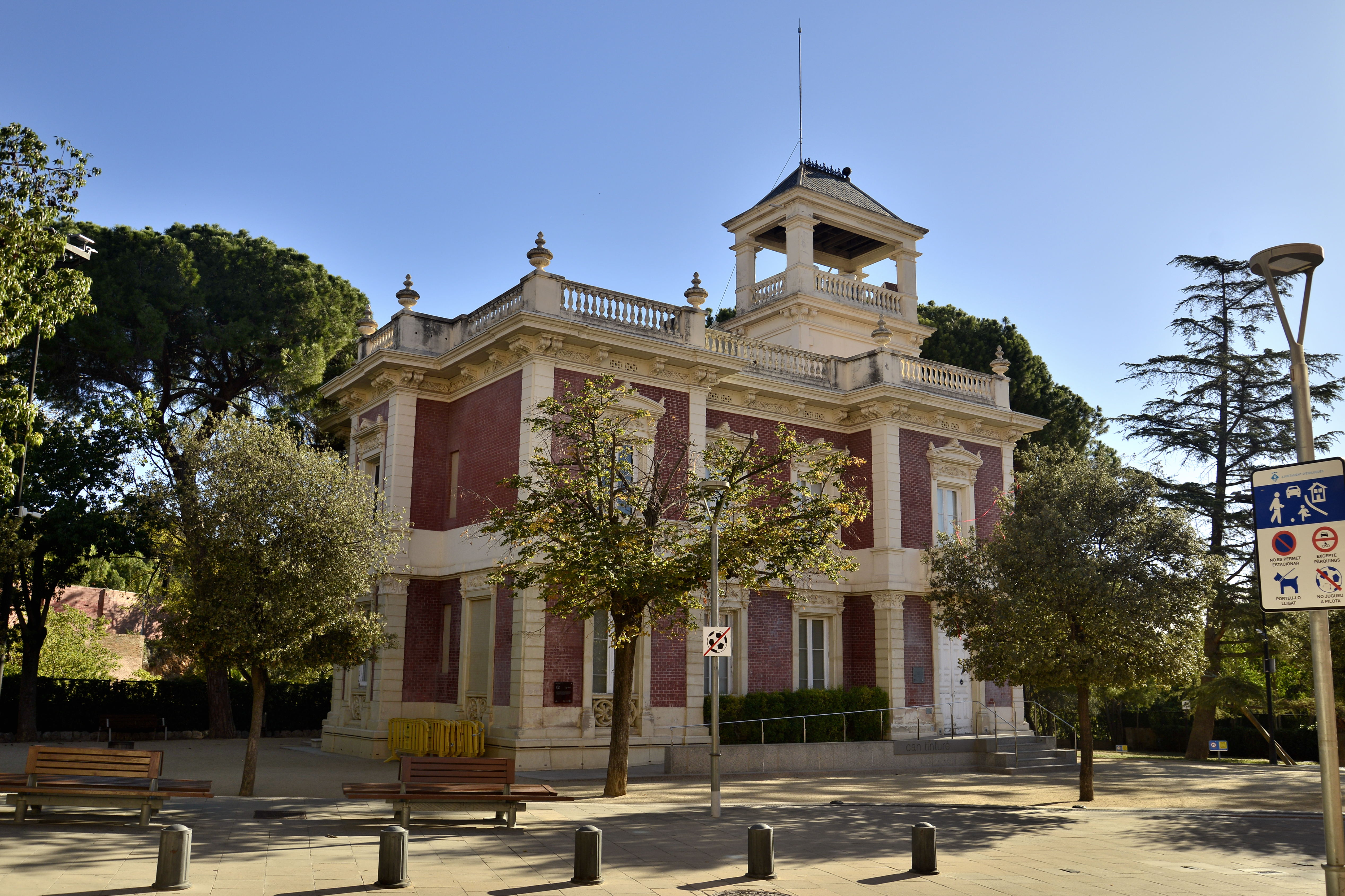
Le musée Can Tinturé, dédié à la céramique catalane.